# Oseja
Oseja es un municipio de español, en la provincia de Zaragoza, comunidad autónoma de Aragón.Tiene un área de 12,48 km² con una población de 52 habitantes (INE 2022) y una densidad de 4,17 hab/km². Está situado a 100 km al suroeste de la capital, e integrado en la comarca del Aranda, la primera creada en Aragón por Ley del 27 de diciembre de 2000.
Se encuentra en el Somontano del Moncayo, en la cuenca del río Aranda (afluente del Jalón), a 827 m de altitud. La temperatura media anual es de 11,5 grados, la precipitación anual, de 550 mm. El casco urbano se asienta en la falda de una montaña, cerca de Jarque de Moncayo, en un paraje pintoresco.

## Historia

### Los celtíberos
La primera huella humana aparece en Peña La Muela, donde hay un interesante poblado celtíbero del s IV a. C. con dos fases de ocupación. Esta zona estaba ocupada por la etnia de los belos, pueblo de la Celtiberia cuyo territorio se extendía al sur del Ebro, desde el Jalón hasta el Aguasvivas, ocupando la parte más oriental de la Celtiberia, cuya capitalidad se situaba en Segeda (Mara).
El poblado de Peña La Muela dispone de una excelente situación estratégica que domina el territorio. Se sitúa en un cerro elevado por razones de prestigio, control y defensa, próximo a las rutas comerciales y a las zonas de explotación económica. Este oppida -poblado- tiene un muro de cierre, muralla de tipo “sandwich” en piedra, en el que se abrían unas puertas que daban acceso a la calle central. El cierre de la muralla servía de muro para las casas, de planta rectangular, con paredes medianeras, adosadas entre sí, en un esquema que se repite en todo el valle del Ebro desde el Bronce Final hasta época ibérica.
En la agricultura se comprueban los avances, como demuestra la explotación de varios tipos de cereales, alternando en ocasiones con leguminosas, en una probable rotación de cultivos. Se complementa con la recolección de abundantes bellotas y semillas. Previsiblemente, se cultivaba la vid y el olivo. Es muy importante, asimismo, la ganadería: caballo, oveja, cabra, gallina, cerdo y el ciclo de la bellota, ya que las fuentes clásicas alaban los ovinos de la Celtiberia.
Durante esta época hay un proceso de estabilidad de los poblados. En las técnicas de producción de los alimentos se hace realidad la especialización agrícola y ganadera, como es el caso del aprovechamiento de los animales, no sólo de su carne sino también de sus derivados (la leche en la fabricación de quesos) y su fuerza de trabajo para el transporte y arado. La caza seguía siendo una parte importante de la dieta alimenticia de estas gentes. Además, realizaban el hilado, el tejido y el curtido de pieles.

### Los bereberes
Oseja fue fundación musulmana. El emplazamiento y el nombre de la localidad son de origen bereber; debe su nombre toponímico al asentamiento de la tribu de los Awsaya o Awsara (de los Ausara=Oseja por deformación fonética).
Los bereberes que llegan en el s VIII a estas tierras, procedían del norte de Argelia y tenían unos rasgos comunes: solían ser de cabello castaño, tez clara y ojos claros y con un denominador común: el Rh 0 negativo.
El pueblo muestra rasgos de su pasado cultural islámico como es la disposición de su caserío, estructura de sus viviendas, sistemas de regadío (huertos, azudes y el sistema de canalizaciones todavía en uso) y la toponimia de sus calles reafirma su instalación: Zadatorre (Zada: junto a...), Zadarrincón, Barrio Curto, Jorfilla y Jaraíz.

### Época cristiana
Oseja, en el siglo XV era ya cristiana, debido a las forzadas conversiones bajo el dominio temporal eclesiástico.
El rey Alfonso I el Batallador, lleno de espíritu cruzado, deja sus reinos en su testamento de 1131 a las órdenes fundadas en Tierra Santa, para proteger los Santos Lugares. La Orden del Santo Sepulcro recibió una serie de compensaciones que fueron recibidas en Aragón por el canónigo de Jerusalén, Fray Giraldo, a partir de 1141. Entre ellas estaba la donación de varios lugares (Nuévalos, Codos, Tobed, y Oseja). Esta Orden disfrutó hasta 1301 de la villa de Oseja, lugar al que renunció a favor del señorío de la mitra de Tarazona hasta la abolición de los derechos señoriales en 1834.

## Demografía
Oseja cuenta con una población de 44 habitantes (INE 2024).
| Gráfica de evolución demográfica de Oseja entre 1842 y 2021                                                         |
| |
| Población de derecho según los censos de población del INE Población de hecho según los censos de población del INE |

Desde el año 1489 a 1646, el total de habitantes que se indican están basados en unidades fiscales (fuegos), sólo aproximadamente equivalentes a unidades familiares, sin posibilidad de saber el número exacto de habitantes, que podría oscilar entre 4 y 5 miembros, e incluso más si existieron aprendices o criados viviendo en la misma casa.

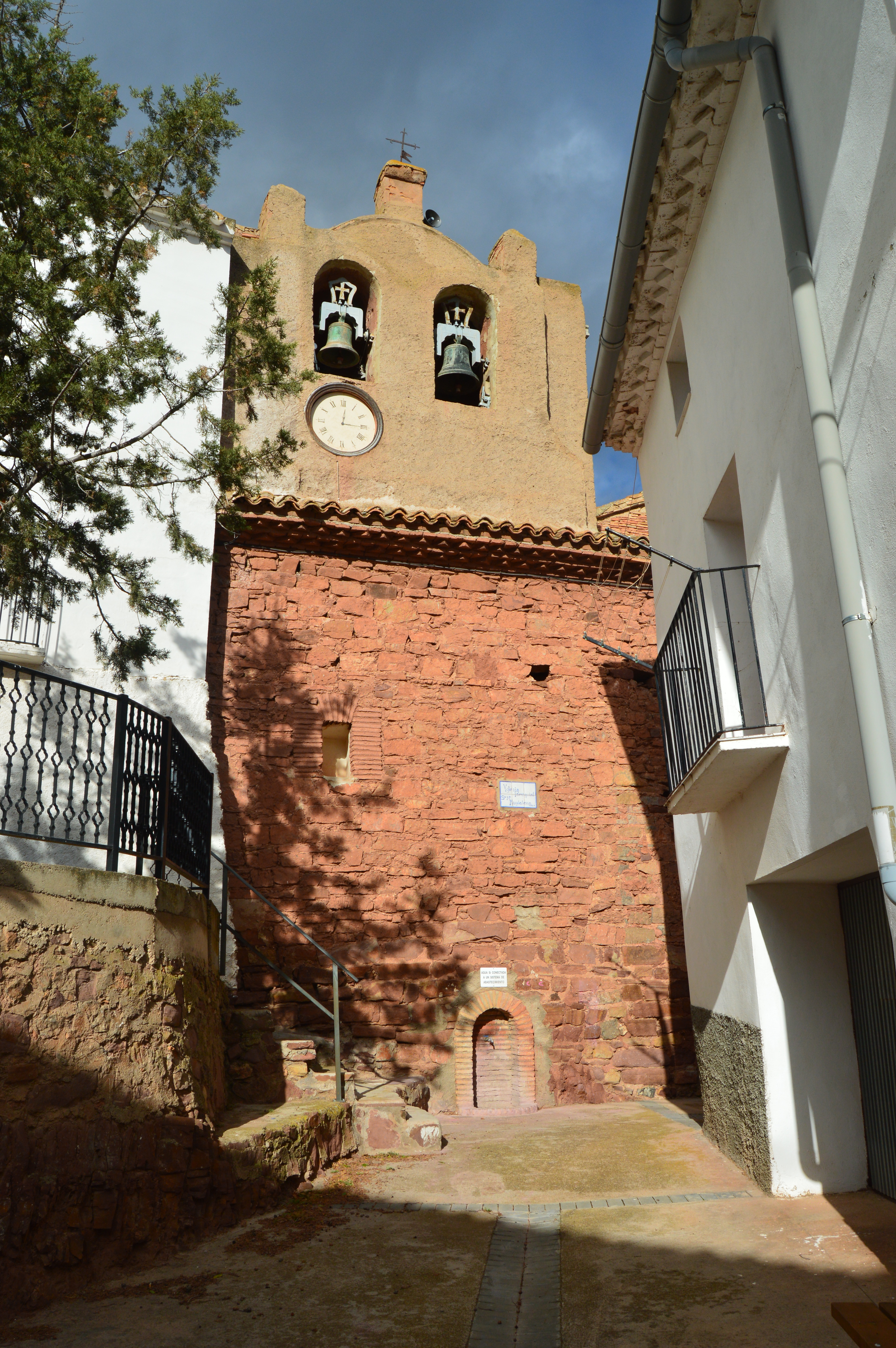
Iglesia Parroquial de Santa María Magdalena de Oseja, Zaragoza.

En estos casos se suele optar por multiplicar el número de fuegos por 4,5 miembros, al igual que lo que se ha hecho con los datos del siglo XVIII, basados en vecinos y no en habitantes.
Los censos de población tuvieron en primer lugar una función de recogida de información para la posterior elaboración de repartos de contribuciones.
Hasta 1860 las fuentes en las que me he basado para la confección de este gráfico han sido, las noticias demográficas recogidas en la "Historia de Aragón" de Antonio Ubieto Arteta, el censo de la población realizado por mandato de las Cortes de Tarazona de 1495, y el estudio del "Registro de tributaciones y fogajes de 1543" de Ángel San Vicente.
La peste que hubo en Aragón entre 1648 y 1654 que apareció ligada a las malas cosechas influyó posiblemente en el censo de 1713.
En la segunda mitad del siglo XVIII y principios del XIX el aumento generalizado de los rendimientos agrícolas, permitió alimentar a una población más numerosa y por otra parte la remisión de pestes y epidemias aceleró el crecimiento de la población, no obstante, en el censo de 1797 el número de vecinos es muchas veces mayor en cifras que serían exageradas si fueran ciertas.
El primer censo oficial, y por ello fiable fue a partir del año 1860; desde esta fecha y hasta 1900 las fuentes utilizadas han sido los censos de población de 1877 y 1887 y desde 1900 los publicados de diez en diez años, a la vez que los padrones municipales.
En 1885 debido a la epidemia de cólera en muchas partes de Aragón da con casi toda seguridad un número de defunciones muy alto en el censo de 1887.
Desde 1940 la emigración se acentúa progresivamente. Oseja había perdido en 1970 más de la mitad de su población de 10 años atrás.
La tendencia ha sido siempre la marcha de familias enteras hacia puntos de destino con industria o servicios; en primer lugar Zaragoza, y en menor medida Casetas, Ontinar del Salz, Illueca y Barcelona.
La nota característica más negativa es que el éxodo se produce definitivamente, pueden mantener su casa pero se deshacen de sus posesiones agrícolas; y los que retornan, van ya con su pensión de jubilación.

### Urbanismo
Como villa de fundación musulmana y poblada fundamentalmente por bereberes que desaparecen durante la Baja Edad Media, algunas viviendas aún conservan su fisonomía mudéjar.
La limitación del terreno edificable ha condicionado el crecimiento y la evolución de la arquitectura tradicional del municipio. Así, se diferencian dos contornos ovales sobre los que se estructuran tres calles de trazado longitudinal que convergen en dos espacios abiertos, creando la plaza Mayor (barrio nuevo) y contorneando el castillo (espacio bereber) en su parte más alta, que da lugar a la plaza de la Iglesia.
El pueblo se sitúa sobre un montículo a resguardo de los vientos. En otro extremo, se disponen las eras en la parte alta y corrales bajo éstas. Junto a las eras puede verse alguna lumbrera de las bodegas, las cuales se asoman sobre la ladera.

## Monumentos y lugares de interés

### Iglesia Parroquial dedicada a Santa María Magdalena
La iglesia parroquial tiene la advocación de Santa María Magdalena y su primitiva fábrica es una edificación románica del siglo XIII, bastante transformada a fines del siglo XVII con los recursos del barroco, que consiguió un cambio en la orientación del templo. Edificada en piedra mampuesta, remata en una espadaña donde alberga el campanario. Presenta en planta una nave mediante planta de cruz latina con capillas entre los contrafuertes, toda ella cubierta por una bóveda sobre lunetos. El crucero sostiene una cúpula sobre pechinas pero ha perdido la linterna de iluminación. Plantea testero recto y el coro se eleva a los pies.
En el interior todavía se conservan algunos elementos de tradición mudéjar, como las yeserías barrocas que decoran los arcos fajones de la bóveda de la nave, y la decoración de los intradoses de las embocaduras de las capillas laterales, en los que se observan motivos geométricos a partir de lazos que se entrecruzan formando cruces, rombos o puntas de diamantes basados en la repetición seriada de un mismo motivo hasta el infinito.
También muestra interés el retablo mayor dedicado a Santa María Magdalena, de mazonería barroca, datado en el siglo XVII, el cual alberga en su parte central un gran lienzo de la titular.
Entre sus obras meritorias destaca la pila bautismal románica (siglo XIII), procedente del primitivo templo y dos retablos de filiación renacentista dedicados a la Virgen del Rosario, con varias tablas pintadas al óleo y a San Blas con escenas del martirio, sobre relieve esculturado, datados en el siglo XVI.
Según una confirmación del obispo de Tarazona, Pedro Cerbuna, en 1591, los vecinos de Oseja acudían de romería a la Virgen de la Sierra el lunes siguiente al domingo de Trinidad y a San Cristóbal, en el término de Calcena, el sábado siguiente a la celebración del Corpus Christi.

### El castillo
Ubicado en la parte más alta, se apiña sobre un cerro. Son muchos los vestigios que han desaparecido de la antigua fortificación. Debió de ser erigida durante la Guerra de los Dos Pedros (1356-69) entre Castilla y Aragón y utilizada como punto estratégico de vigía y defensa de la frontera aragonesa. A partir del decreto del Papa Luna, a voluntad de éste, se instauró un hospital para pobres y enfermos con camas y ropas para este fin, al que recurrirían de vez en cuando viandantes y forasteros.
Actualmente ha sido reconvertido en vivienda particular.

### Las bodegas
En Oseja conservan las bodegas, ya que la tradición vinícola permanece muy arraigada en la localidad. En el camino hacia la fuente, horadadas en la roca, las bodegas salpican la ladera del monte. 
Las puertas se abren en la ladera. Son cuevas esculpidas en las entrañas de la tierra y sobre el montículo, asoman las lumbreras en forma de cúpula. 
Actualmente forman parte de su patrimonio cultural.

### Museo de Agricultura Tradicional
Este centro tiene como objetivo el hombre, la mujer y su relación con la agricultura por medio de imágenes, audiovisuales y herramientas utilizadas en las labores agrícolas. En este espacio se da un gran protagonismo a la bodega y al proceso de elaboración del vino.

## Fiestas
Oseja celebra sus fiestas patronales el 3 de febrero dedicadas a San Blas. Por la noche es tradición prender una hoguera. 
El 15 y 16 de agosto tiene lugar sus fiestas mayores dedicadas a la Asunción de la Virgen y San Roque. El reconocido grupo folclórico de Oseja ameniza las fiestas con sus misas baturras. 
La romería a la Virgen de la Sierra tiene lugar el último fin de semana del mes de junio. 
Santa Lucía, el 13 de diciembre, se festeja alrededor de una hoguera, asando carne y embutidos.

## Administración y política
| Período   | Alcalde                         | Partido |  |
| --------- | ------------------------------- | ------- |  |
| 1979-1983 | Miguel López Pérez              | UCD     |  |
| 1983-1987 |                                 |         |  |
| 1987-1991 |                                 | PSOE    |  |
| 1991-1995 |                                 | PAR     |  |
| 1995-1999 |                                 | PSOE    |  |
| 1999-2003 |                                 |         |  |
| 2003-2007 | Eduardo Lázaro Gran             | PP      |  |
| 2007-2011 | Eduardo Lázaro Gran             | PP      |  |
| 2011-2015 | Francisco Javier Lorente García | PAR     |  |
| 2015-2019 | Francisco Javier Lorente García | PAR     |  |
| 2019-2023 | Francisco Javier Lorente García | PAR     |  |
| 2023-     | Francisco Javier Lorente García | PAR     |  |

| Partido político    | Partido político                                   | 2003   | 2007   | 2011   | 2015   |
| Partido político    | Partido político                                   | Ediles | Ediles | Ediles | Ediles |
|                     | Partido Aragonés (PAR)                             | —      | —      | 1      | 1      |
|                     | Partido Popular de Aragón (PP)                     | 1      | 1      | —      | —      |
|                     | Partido de los Socialistas de Aragón (PSOE-Aragón) | —      | —      | —      | —      |
| Total de concejales | Total de concejales                                | 1      | 1      | 1      | 1      |